# Халифа
Международный стадион Халифа (араб. ستاد خليفة الدولي‎) — многофункциональный стадион в Эр-Райяне, столице одноимённого муниципалитета, втором по величине городе Катара и пригороде столицы Дохи, входящий в состав спортивного комплекса Aspire Zone, ранее известного как «Doha Sports City». Домашний стадион для сборной Катара по футболу. Также на стадионе проводятся легкоатлетические соревнования.

## Название
Стадион назван в честь Халифы бин Хамада Аль Тани, шестого эмира Катара, свергнутого в 1995 году своим сыном, эмиром Катара Хамадом бин Халифой Аль Тани.

## История
Стадион был открыт в 1976 году, и изначально вмещал 20 тысяч.
В 2005 году к 15-м летним Азиатским играм стадион было решено перестроить, и после реконструкции он стал вмещать 50 тысяч.
После получения Катаром права на проведение чемпионата мира по футболу в 2022 году было принято решение увеличить вместимость стадиона до 68 тысяч.

## Крупные спортивные мероприятия

### Кубок Персидского залива 1992
В 1992 году стадион принимал игры 11-го Кубка Персидского залива. На стадионе было сыграно 15 игр, по итогам которых сборная Катара заняла первое место и завоевала первый в своей истории кубок Персидского залива.

### Летние Азиатские игры 2006
На стадионе «Халифа» прошли церемонии открытия и закрытия Азиатских игр, а также соревнования по лёгкой атлетике.

### Кубок Азии по футболу 2011
В январе 2011 года на стадионе прошли 6 игр в рамках Кубка Азии: все матчи сборной Катара на групповом этапе, а также четвертьфинал, полуфинал и финал турнира.
| # | Дата      | Соперник 1 | Результат | Соперник 2 | Турнир         |
| - | --------- | ---------- | --------- | ---------- | -------------- |
| 1 | 7 января  | Катар      | 0:2       | Узбекистан | Групповой этап |
| 2 | 12 января | Китай      | 0:2       | Катар      | Групповой этап |
| 3 | 16 января | Катар      | 3:0       | Кувейт     | Групповой этап |
| 4 | 21 января | Узбекистан | 2:1       | Иордания   | 1/4 финала     |
| 5 | 25 января | Узбекистан | 0:6       | Австралия  | 1/2 финала     |
| 6 | 29 января | Австралия  | 0:1       | Япония     | Финал          |

### Чемпионат мира по лёгкой атлетике 2019
На стадионе прошёл чемпионат мира по лёгкой атлетике 2019 года.

### Чемпионат мира по футболу 2022
На стадионе «Халифа» в 2022 году прошли игры 22-го чемпионата мира по футболу. Вместимость стадиона к мундиалю была увеличена до 68 тысяч.
Матчи Чемпионата мира по футболу 2022 на стадионе "Халифа":
| # | Дата       | Соперник 1 | Результат | Соперник 2 | Турнир               |
| - | ---------- | ---------- | --------- | ---------- | -------------------- |
| 1 | 21 ноября  | Англия     | 6:2       | Иран       | Групповой этап       |
| 2 | 23 ноября  | Германия   | 1:2       | Япония     | Групповой этап       |
| 3 | 25 ноября  | Нидерланды | 1:1       | Эквадор    | Групповой этап       |
| 4 | 27 ноября  | Хорватия   | 4:1       | Канада     | Групповой этап       |
| 5 | 29 ноября  | Эквадор    | 1:2       | Сенегал    | Групповой этап       |
| 6 | 1 декабря  | Япония     | 2:1       | Испания    | Групповой этап       |
| 7 | 3 декабря  | Нидерланды | 3:1       | США        | 1/8 финала           |
| 8 | 17 декабря | Хорватия   | 2:1       | Марокко    | Матч за третье место |

### Товарищеские матчи
Помимо официальных соревнований на стадионе также проводятся товарищеские матчи по футболу. Кроме сборной Катара некоторые свои матчи здесь проводила сборная Бразилии.
| # | Дата            | Соперник 1 | Результат | Соперник 2 |
| - | --------------- | ---------- | --------- | ---------- |
| 1 | 14 ноября 2009  | Бразилия   | 1:0       | Англия     |
| 2 | 17 ноября 2010  | Аргентина  | 1:0       | Бразилия   |
| 3 | 22 декабря 2010 | Катар      | 2:0       | Эстония    |
| 4 | 28 декабря 2010 | Катар      | 0:0       | Иран       |